# 後者関数
数学の分野における後者関数（こうしゃかんすう、後続者関数、英: successor function）、もしくは後者演算 (successor operation)は原始再帰関数のひとつである。後者関数 S は任意の自然数 n にその後者（後継、後続者）n + 1 を割り当てる: S(n) ≔ n + 1 (∀n)。例えばS(1) = 2 であり S(2) = 3 である。0番目のハイパー演算 H0(a, b) ≔ 1 + b としての後者演算は「ゼレーション」("zeration") とも呼ばれる。

## 概要
後者関数は、ペアノの公理にて自然数を定義するために使用される。つまり、0以上の自然数は加法ではなく、後者関数を使って定義されている。例えば1は S(0) と定義され、自然数の加算は次の様に再帰的に定義される。
| m | + | 0    | = | m    |   |   |
| m | + | S(n) | = | S(m) | + | n |
これにより、例えば 5 + 2 = 5 + S(1) = S(5) + 1 = 6 + 1 = 6 + S(0) = S(6) + 0 = 7 + 0 = 7 などが導かれる。
集合論に基づき自然数を構成する際の一般的アプローチは、数 0 を空集合 {} で定義する事と、後者 S(x) を x ∪ {x} で定義する事である。
無限公理は、0 を含み、S に関して閉じている集合 ℕ の存在を保障する。ℕ の各元は自然数と呼ばれる。
後者関数は、（加算、乗算、累乗、テトレーションなどを構築するために使用される）ハイパー演算の無限階層の基礎基盤であり又、それは帰納的関数によって計算可能性の特徴描写に使われている原始関数の1つでもある。

## 注